# Вранско језеро (Црес)
Вранско језеро је језеро у Хрватској. Налази се на острву Цресу у његовом средишњем делу. Вранско језеро спада у слатководна језера Површина језера износи 5,5 km². Језеро је настало у облати трошних кредних доломита. Вранско језеро је криптодепресија јер је дно језера 68 метара испод нивоа мора, а врх на 13 m изнад нивоа мора. Језеро се користи за водоснабдевање острва. У језеру се налази неколико врсти риба међу којима, а највише штука и шарана. 